# Олійники (Корюківський район)
Олі́йники — село в Україні, у Корюківській міській громаді Корюківського району Чернігівської області. До повномасштабного вторгнення РФ в Україну населення становило 61 особу, але на січень 2025 лише 2 особи. До 2016 орган місцевого самоврядування — Рейментарівська сільська рада.
Станом на 2024 рік в селі залишилося 2 жителі.

## Географія
Село розташоване за 25 км від районного центру і залізничної станції Корюківка та за 4км від селищної ради. Висота над рівнем моря — 159 м.

## Історія
Вперше згадується під назвою Олейникові хутора в 1892 році. Тоді у селі числилося 13 дворів і 81 житель. Входили до Авдіївської волості Сосницького повіту.
Далі входили до Козляницької сільради Чорнотицького району до 1927 року, коли район було ліквідовано.
У 1924 році в селі було 73 двори і 371 мешканець. Це пік населення, сюди ж віднесли населення сусідніх Сукачів і Заляддя.https://youtu.be/HCheZ2WxtXg
У 1930-х роках була окрема Олійницька сільрада Корбківського району.
Матвій Ілліч Розстальний був головою сільради із 1934 року.
У школі працювало двоє вчителів, Малешко та Климченко.
На початку 30-х було організовано колгосп Червоний партизан. Із 1931 року голова колгоспу Біленко.
Під час Другої світової війни загинуло 28 жителів села.
Фашисти стратили 2 жителі села та 21 жителів Сукачів.
У 1970 році діяла бригада радгоспу Партизанський.
12 червня 2020 року, відповідно до розпорядження Кабінету Міністрів України № 730-р «Про визначення адміністративних центрів та затвердження територій територіальних громад Чернігівської області», увійшло до складу Корюківської міської громади.
19 липня 2020 року, в результаті адміністративно-територіальної реформи та ліквідації колишнього Корюківського району, село увійшло до складу новоутвореного Корюківського району.

## Сполучення із районним центром
Автобус Корюківка-Олійники курсував кожен останній вівторок місяця 2 рази на день (зранку та вдень) на початку 2000-х.